# Exochus tenebrosus
Exochus tenebrosus là một loài tò vò trong họ Ichneumonidae.